# كونيتسا
كونيتسا (Κόνιτσα) هي مدينة في إوانينا في مقاطعة كينتريكي إلادا في اليونان.

## معرض صور

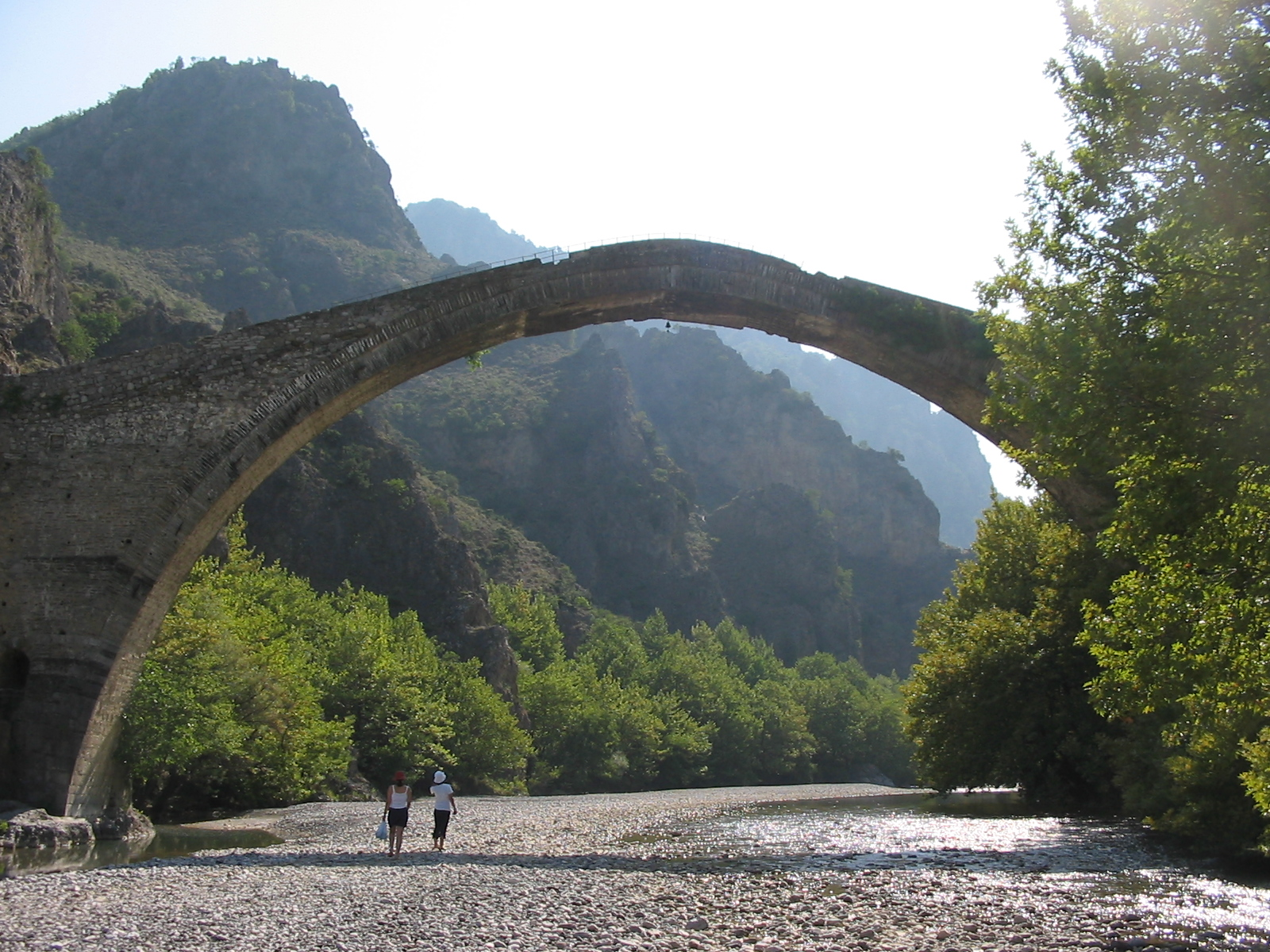
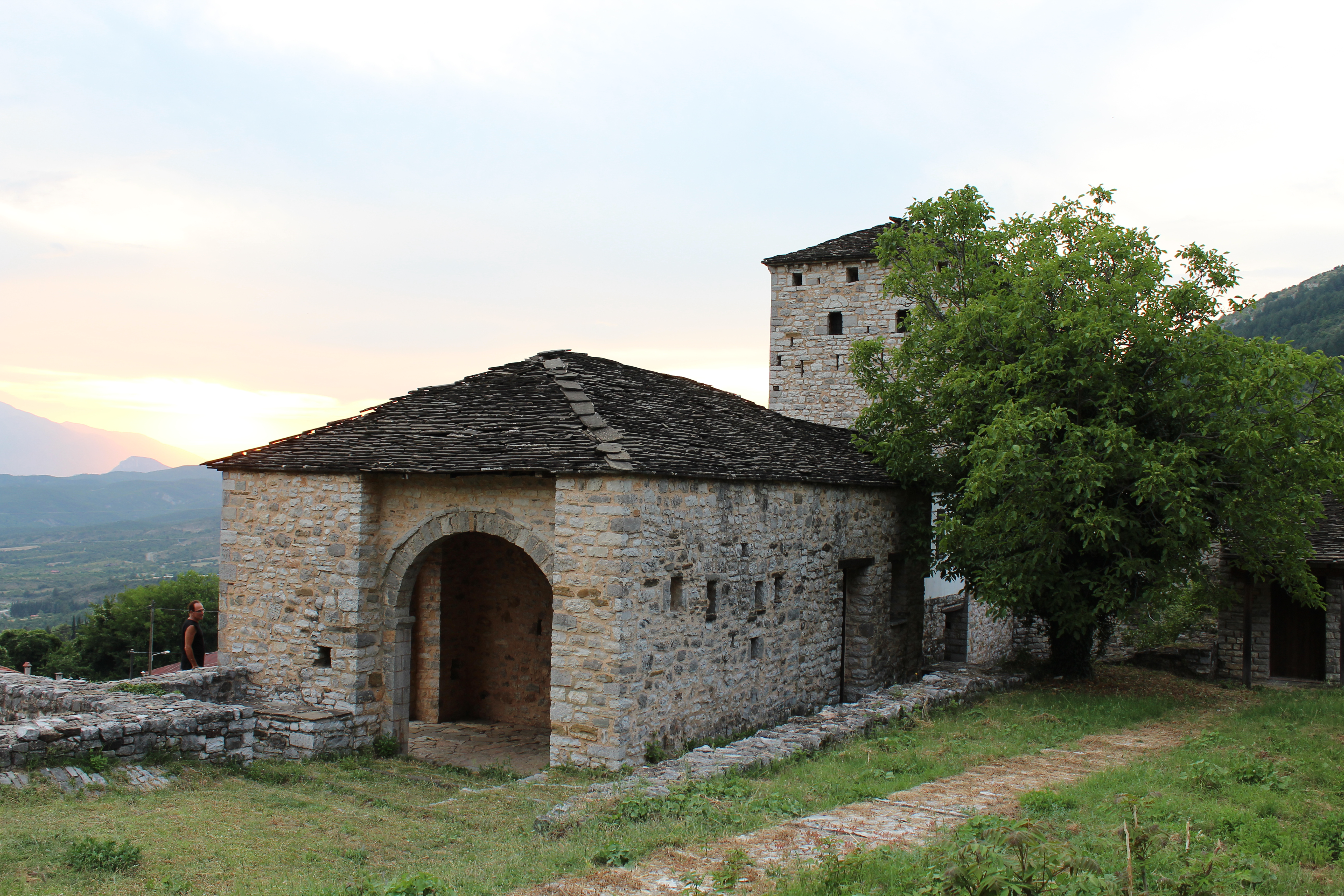
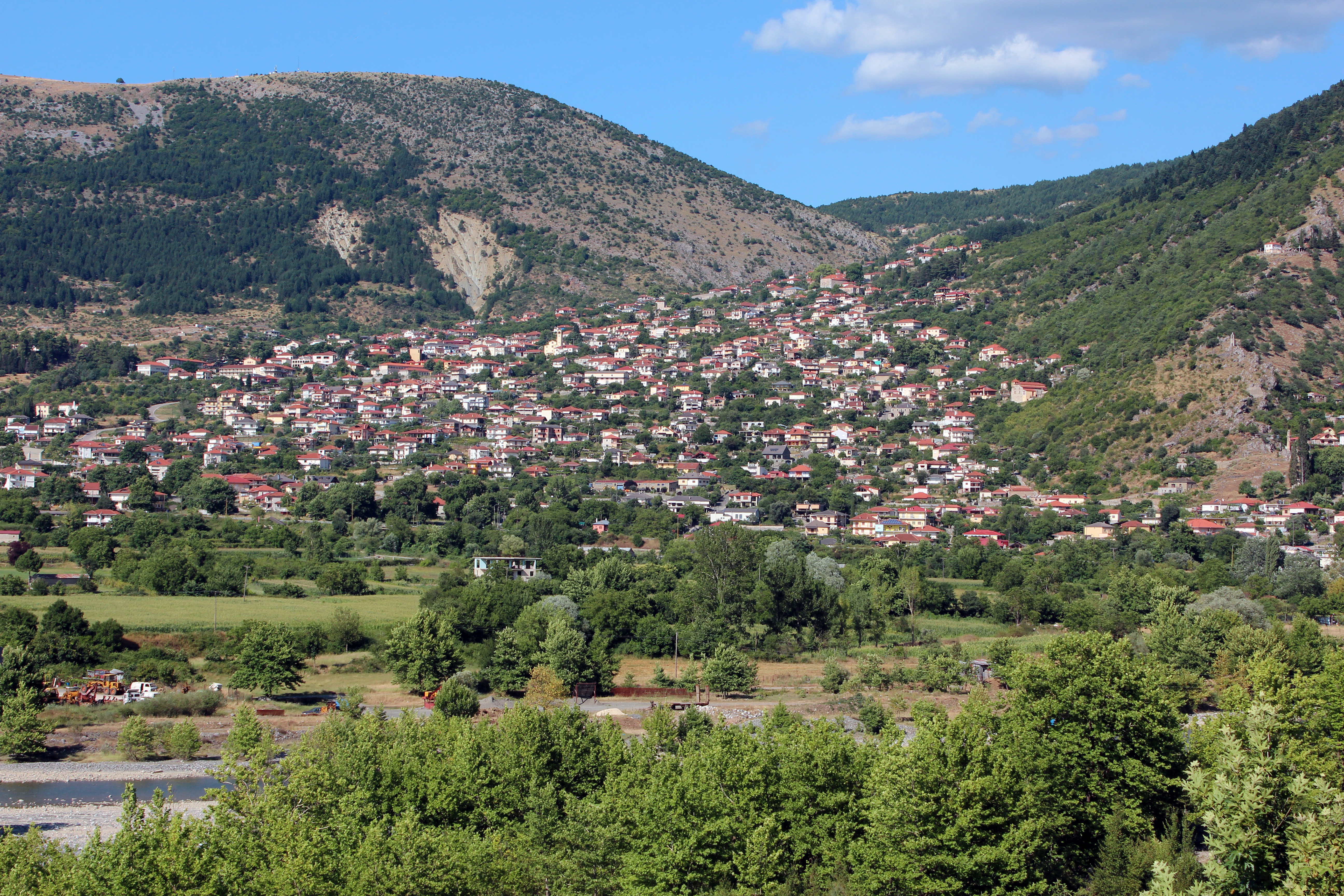
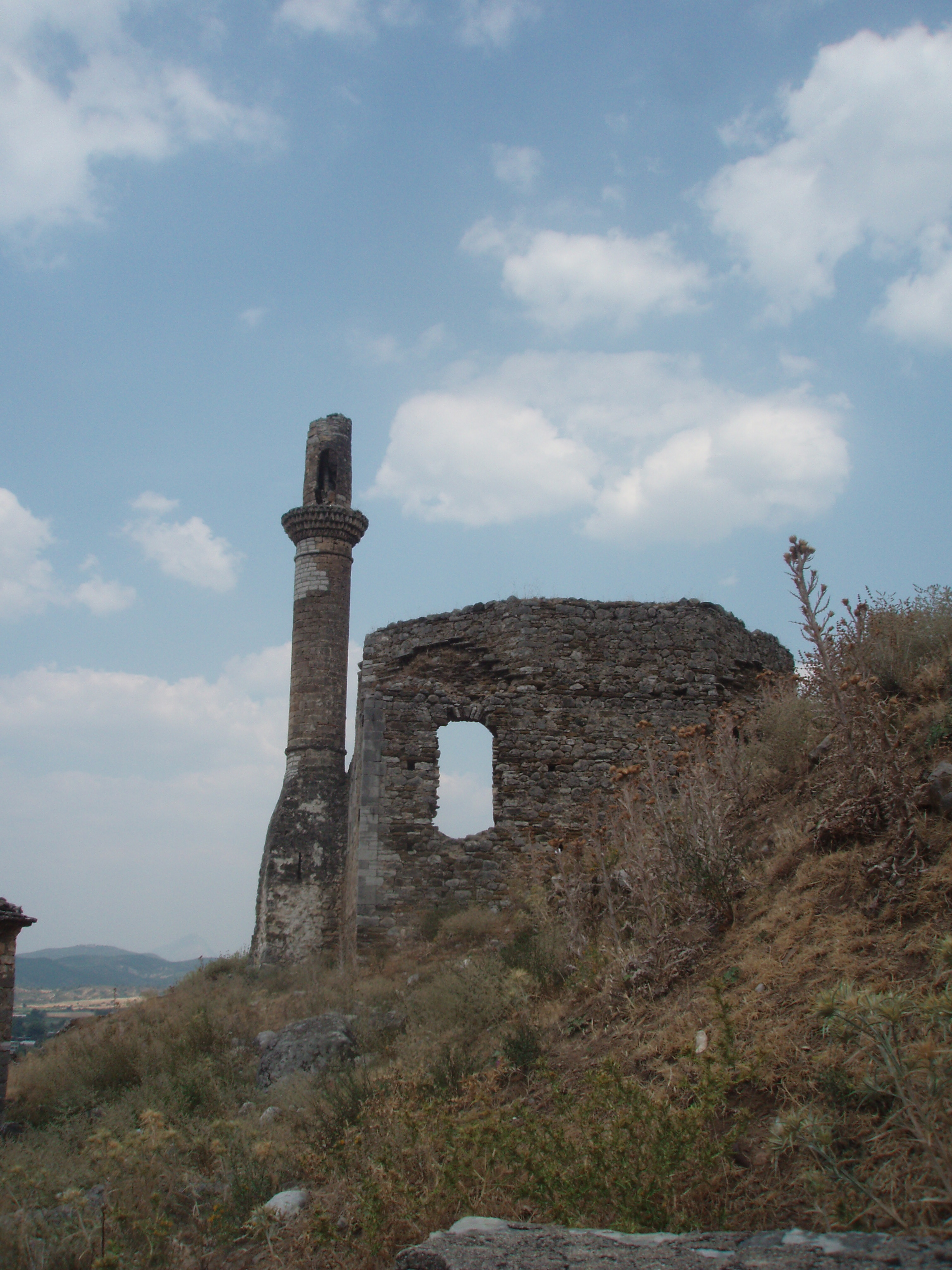
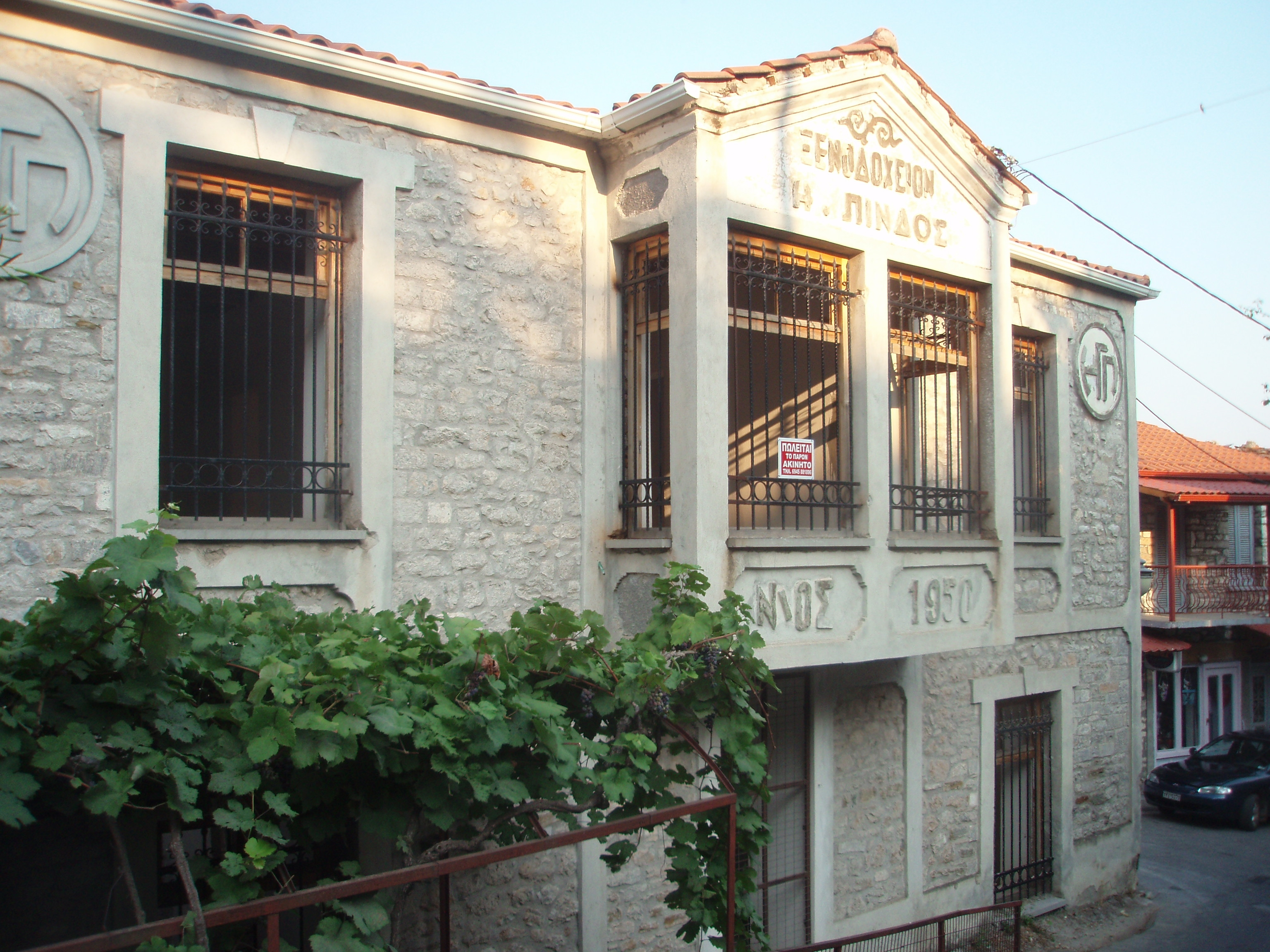